# The Life of Samuel Johnson
The life of Samuel Johnson, LL. D. de James Boswell (en català: La vida de Samuel Johnson) és una biografia de l'escriptor anglés Samuel Johnson. Publicada per primera vegada el 1791, l'obra fou des del principi un èxit de crítica i públic, i representa una fita en l'evolució del gènere modern de la biografia en anglés. Destaca per les extenses exposicions de la conversa de Johnson. Molts l'han qualificada com la major biografia escrita en anglés; alguns crítics moderns, però, objecten que l'obra no pot considerar-se pas una biografia pròpiament dita. Boswell, amic personal de Johnson, coneix a Johnson el 1763, quan aquest tenia 53 anys. Tot i que Boswell tractà de cobrir la totalitat de la vida de Johnson amb recerques addicionals, l'obra és molt menys detallada en el període previ al 1763, i es pren moltes llibertats crítiques amb la vida de Johnson, perquè Boswell fa canvis en les cites de Johnson i fins i tot en censura molts comentaris.
La imatge que la posteritat ha heretat de Samuel Johnson com un acerb però entranyable personatge d'alta societat anglesa, i com un acèrrim conservador, es deu sobretot al retrat esbiaixat que James Boswell n'ofereix en la Vida; en realitat, Johnson va viure la major part de la seua vida en la pobresa, i les seues opinions polítiques, contràries al colonialisme, l'esclavitud i la pobresa, distaven molt de ser conservadores.

## Antecedents

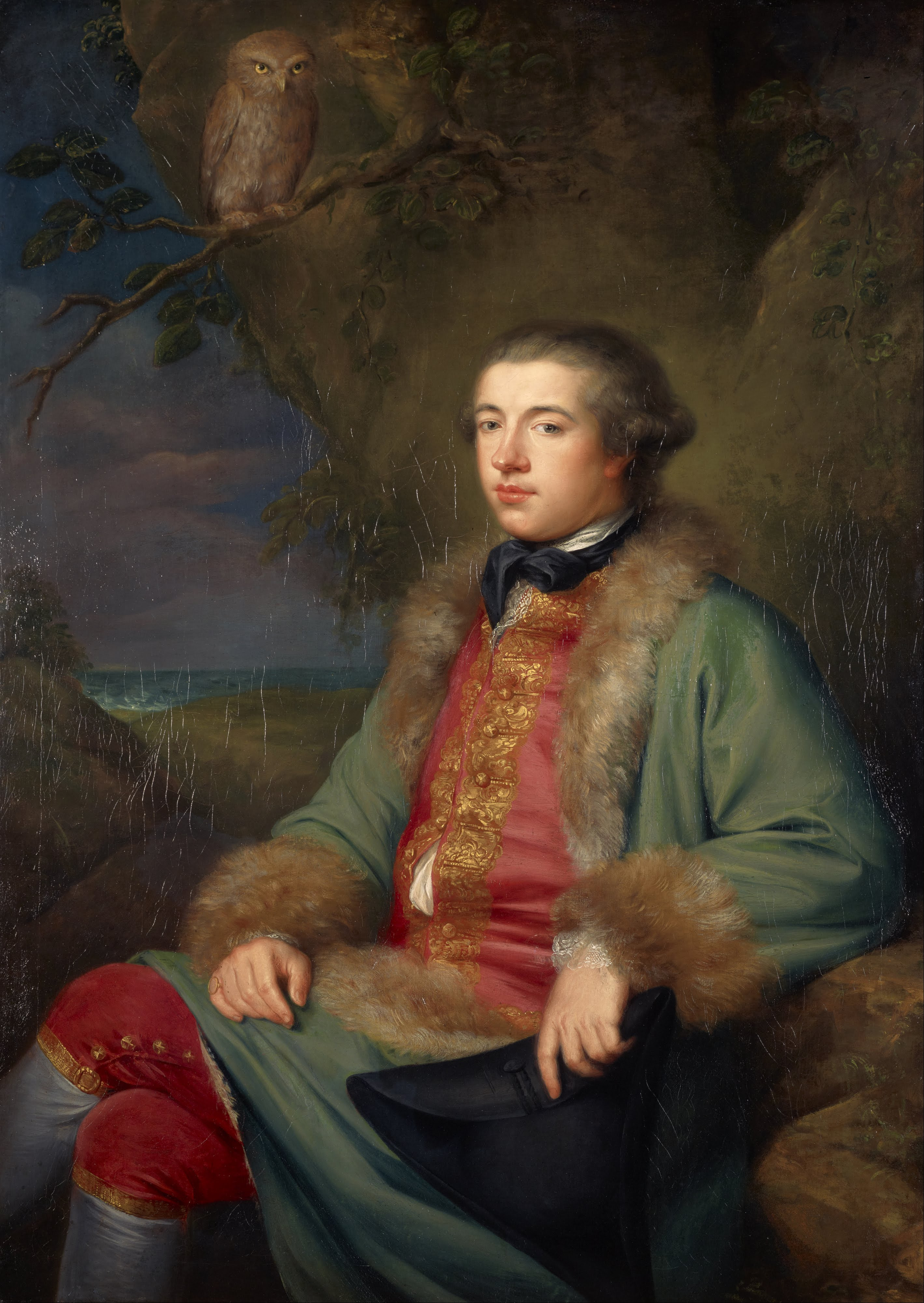
James Boswell a l'edat de 25 anys, per George Willison

Durant la seua primera visita a Londres a l'edat de 22 anys, el 16 de maig del 1763 James Boswell conegué per primera vegada Johnson en la llibreria de Tom Davies, un amic de Johnson. Ràpidament es van fer amics, tot i que durant molts anys només es veien quan Boswell visitava Londres en els intervals del seu treball com a advocat a Escòcia.
Des dels 20 anys, Boswell portava un diari en què detallava fil per randa la seua experiència quotidiana. Aquest diari, quan es publicà en el segle xx, ocupava divuit volums, i fou a partir d'aquest gran recull de notes detallades que Boswell basaria les seues obres sobre la vida de Johnson. Johnson, en comentar l'excessiva presa de notes de Boswell, hi escrigué a Hester Thrale: "Un pensaria que l'home havia estat contractat per a espiar-me".
El 6 d'agost del 1773, onze anys després de conéixer a Boswell, Johnson visita el seu amic a Escòcia, per a fer "un viatge a les illes occidentals d'Escòcia", com diria en el relat de Johnson del 1775 sobre els seus viatges. La narració de Boswell, The Journal of a Tour to the Hebrides (1786), publicat després de mort Johnson, fou un tempteig del mètode biogràfic de Boswell abans d'iniciar la Vida de Johnson. Amb l'èxit del Diari, Boswell comença a indagar en el "vast tresor de les seues converses en diferents moments" que registrà en els seus diaris. El seu objectiu era recrear la "vida en escenes" de Samuel Johnson. Com que Johnson tenia 53 anys quan Boswell el va conéixer, els darrers 20 anys de la vida de Johnson ocupen quatre cinquenes parts de l'obra. A més a més, segons el crític literari Donald Greene, Boswell no degué passar més de 250 dies amb Johnson i, per tant, va haver d'extraure la resta del material per a l'obra o del mateix Johnson o de fonts secundàries.
Abans que Boswell pogués publicar la seua Vida de Samuel Johnson, altres amics de Johnson publicaren o prepararen les seues biografies o reculls d'anècdotes sobre Johnson: John Hawkins, Hester Thrale, Fanny Burney, Anna Seward, Elizabeth Montagu, Hannah More, i Horace Walpole, entre molts altres. La biografia de Boswell, publicada el 1791, fou la tercera biografia completa publicada després de la mort de Johnson, el 1784. La primera, pel marmessor testamentari de Johnson, John Hawkins, fou durament criticada pels amics de Johnson, perquè pensaven que oferia una imatge esbiaixada i negativa de Johnson, i que Hawkins s'havia apropiat de molts materials de Johnson en la seua qualitat de marmessor. La segona, per Hester Thrale, oferia un esbós més íntim, però llavors Thrale havia trencat amb el cercle de Johnson. La biografia de Boswell, més completa i imparcial, fou aclamada com la biografia definitiva. Després de la primera edició del 1791, Boswell en preparà dues més; la darrera edició en què Boswell treballà en fou la tercera, publicada després de la seua mort, el 1799. Va deixar les seues notes a Edmond Malone, antic amic de Johnson, que preparà quatre edicions més de l'obra amb nombroses anotacions que permeten establir la veracitat d'algunes cites.

## Biografia

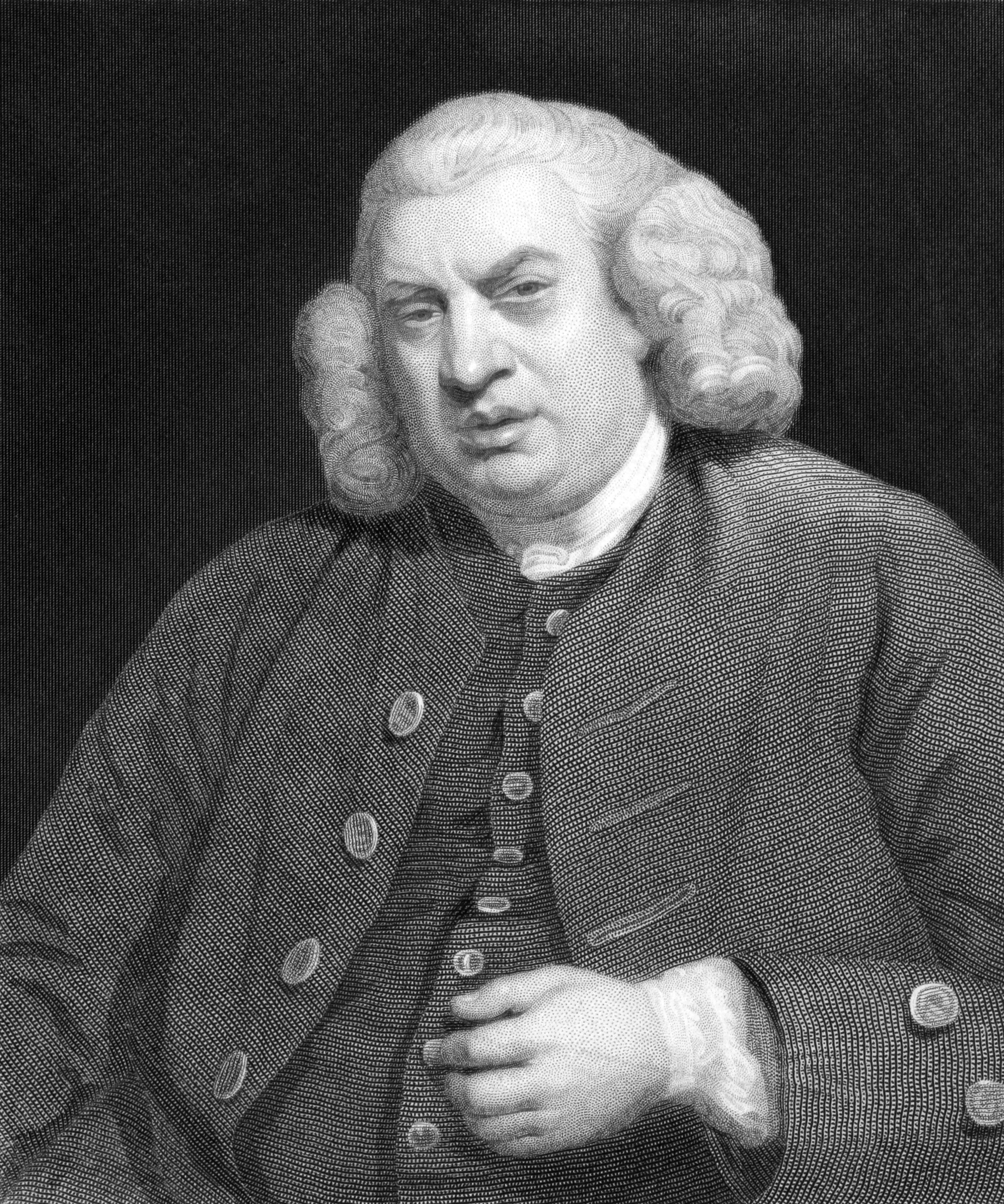
Samuel Johnson en els últims anys

Hi ha moltes biografies i biògrafs de Samuel Johnson, però la Vida de Samuel Johnson de James Boswell és la més coneguda i llegida en l'actualitat. Des de la primera publicació ha passat per centenars d'edicions, amb una gran extensió, moltes seleccions i abreviacions. Tanmateix, l'opinió dels estudiosos de Johnson del segle xx, com ara Edmund Wilson i Donald Greene, és que la Vida de Boswell "difícilment es pot qualificar de biografia", sinó simplement d'"una col·lecció de les entrades dels diaris de Boswell que tracten de les ocasions e els darrers vint-i-dos anys de la vida de Johnson en què es van conéixer ... encadenats amb només un esforç superficial per a omplir-ne els buits". A més, Greene afirma que l'obra "començà amb una campanya de premsa ben organitzada, per Boswell i els seus amics, de denigració dels seus rivals; i rebé un impuls per una de les peces més memorables de Macaulay de ximpleries periodístiques". En lloc de dir-se "biografia", Greene suggereix que l'obra s'hauria de dir "Anna", una espècie de xarrada de sobretaula. La Vida original de Boswell, a més, "corregeix" moltes cites de Johnson, censura molts comentaris més vulgars i ignora en gran manera els primers anys de Johnson. Segons l'acadèmic estatunidenc William Dowling, la imatge de Johnson que crea Boswell presenta elements de "mite":
| « | En més d'un sentit, el retrat que la Vida presenta de Johnson com un heroi moral comença com un mite;... A mesura que la història biogràfica evoluciona, per descomptat, aquesta imatge es dissol i emergeix la figura d'un Johnson infinitament més complex i heroic amb una saviesa moral que guanya amb una lluita constant amb la desesperació, i el seu seny moral s'equilibra amb excentricitats personals massa visibles per a ser ignorades; i la seua penetració moral deriva del seu sentit d'autoengany tràgic. Tanmateix, la imatge mai no es dissol del tot, ja que al final ens adonem que hi ha hagut una veritat essencial en el mite tothora, que la imatge idealitzada i incorpòria de Johnson existeix en la ment del públic.... Així, el mite serveix per a ampliar i autentificar la imatge més complexa de Johnson. | » |

De llavors ençà, els biògrafs actuals han esmenat els errors de Boswell. Això no significa pas que l'obra de Boswell estiga equivocada o no siga útil: alguns estudiosos com Walter Jackson Bate en valoren el "detall" i el "tresor de conversa". Tots els biògrafs de Johnson, d'acord amb Bate, han de passar pel mateix "iglú" de material amb el qual hagué de bregar Boswell: informació limitada sobre els primers quaranta anys de Johnson, i abundant després. En resum, "la vida de Johnson continua atraient l'atenció" i "s'ha continuat examinant cada tros d'evidència relacionada amb la vida de Johnson i s'hi han afegit molts més detalls" perquè "està molt a prop de l'experiència humana general en una àmplia varietat de formes".

## Resposta crítica
Edmund Burke va dir a Jordi III que l'obra li entretenia més que cap altra. Robert Anderson, en Obres dels poetes britànics (1795), escriu: "Amb algunes excepcions venials quant a egoisme i admiració indiscriminada, la seua obra exhibeix el quadre més copiós, interessant i acabat de la vida i opinions d'una persona eminent, que mai s'haja realitzat; i és justament valorat com un dels llibres més instructius i entretinguts en anglés".

John Neal lloà l'estil de Boswell en The Portico el 1818. L'assaig es tornà a publicar en Emerson's United States Magazine el 1856.
Boswell sabia que l'encís de la biografia és una certa lleugeresa capriciosa que segueix totes les divagacions de la conversa; que el biògraf s'hi ha d'oblidar totalment; que el lector ha de sentir-se familiaritzat amb el personatge sobre el qual llig, sense recordar un sol mot del que ha llegit: en l'execució d'aquestes justes concepcions, però, Boswell està contínuament sacsejant-te el colze, i pregant-te que l'oblides; està incessantment atraient la teua atenció. En familiaritzar-te íntimament amb el seu heroi, Boswell no s'acontenta de dir-te que Samuel Johnson "no és com les altres persones" en qualsevol ocasió, sinó que t'aclapara amb proves que "és" com els altres a vegades en què qualsevol persona, heroïna o no, "ha d'"actuar com el seu veí. Boswell no és sols el biògraf de Johnson en el seu armari; sinó el biògraf de l'espècie humana en el seu retir més secret.
La crítica de Thomas Macaulay en l'Edinburgh Review fou molt influent i establí una manera de pensar sobre Boswell i la seua Vida de Johnson que prevaldria durant anys. Macaulay condemnà l'edició de Croker: "Aquesta edició està mal compilada, mal arreglada, mal escrita i mal impresa". I la famosa i ambivalent opinió que Macaulay tenia del mateix Boswell era que la inqüestionable excel·lència de la Vida sols era possible gràcies a característiques i hàbits de Boswell que Macaulay tenia per menyspreables: "Servil i impertinent, superficial i pedant, fanàtic i imbècil, unflat d'orgull familiar, i sempre faronejant sobre la dignitat d'un cavaller nat, però rebaixant-se a ser un xafarder, un tafaner, un cul de les tavernes de Londres ... així era aquest home, i així estava content i orgullós de ser". Macaulay també afirma que "Boswell és el primer dels biògrafs. No n'hi ha de segon. Ha distanciat tots els competidors tan decididament que no paga la pena situar-los". Macaulay també critica (igual que Lockhart) el que considerava una manca de discreció en la manera amb què la Vida revela la intimitat de Johnson i d'altres, les febleses, hàbits i converses privades; sostenia, però, que era això el que feia de la Vida de Johnson una gran biografia.
Sense les qualitats que el van convertir en la riota i el turment d'aquells entre els quals vivia, sense l'oficiositat, la curiositat, el desvergonyiment, haver-se d'engolir renecs, i la insensibilitat als renys, mai no podria haver fet una obra tan excel·lent. Era un esclau, orgullós de la seua esclavitud, un Paul Pry, convençut que la seua curiositat i garleria eren virtuts, un companyó insegur que mai no dubtava a correspondre a l'hospitalitat més liberal amb la més vil violació de la confiança, un home sense delicadesa, sense vergonya, sense prou de seny per a saber quan feria els sentiments dels altres o quan s'exposava a l'escarn; i perquè era tot això, ha superat de manera incommensurable, en un important departament de la literatura, escriptors com Tàcit, Clarendon, Alfieri i el seu mateix ídol Johnson.
Macaulay assenyala que Boswell sols podia donar una descripció detallada dels darrers anys de Johnson: "Ho coneixem [a Johnson], no com va ser conegut pels de la seua pròpia generació, sinó com va ser conegut per les persona el pare de les quals podria haver sigut" i que molt després que les obres de Johnson haguessen estat oblidades, seria recordat per la Vida de Boswell:
... aquesta rara figura que ens és tan familiar com les figures d'aquells entre els quals ens hem criat, el cos gegantesc, l'enorme cara massissa, solcada per cicatrius de la malaltia, l'abric marró, les calces negres d'estam, la perruca grisa amb la part de davant socarrada, les mans brutes, les ungles mossegades i tallades fins als ossos. Li veiem els ulls i la boca bellugant-se amb sacsades convulses; li veiem la figura pesada rodar; la sentim esbufegar; i després ve el "Per què, senyor?" i el "llavors quin, senyor?" i el "No, senyor!" i el "Vosté no entén la pregunta, senyor!" Quin destí tan singular el d'aquest home extraordinari! Ser considerat en la seua època un clàssic, i en la nostra un company. Rebre dels seus coetanis el ple homenatge que les persones de geni en general només han rebut de la posteritat. Ser més conegut per la posteritat del que altres persones són conegudes pels seus coetanis. Aquesta mena de fama que sol ser la més passatgera és, en el seu cas, la més duradora. La fama d'aquests escrits, que ell probablement esperava que fossen immortals, s'esvaeix cada dia; mentre que aquestes peculiaritats de la manera i aquesta xerrameca descurada, el record de les quals degué pensar que moriria amb ell, és probable que siguen recordades mentre es parle anglés en qualsevol indret del món..."
Thomas Carlyle va escriure dos assaigs en el Fraser's Magazine el 1832 criticant-ne l'edició de Croker. El primer dels dos assaigs, sobre Biografia, aparegué en el número 27, i el segon, Boswell's Life of Johnson, en el número 28. Carlyle volia una mica més que dades d'històries i biografies: "El que vull veure no són llistes de llibres vermells i calendaris de la cort, i registres parlamentaris, sinó la vida d'una persona a Anglaterra: el que les persones han fet, pensat, sofert, gaudit; la forma, especialment l'esperit, de la seua existència terrestre, el seu ambient exterior, el seu principi interior; com i què era; d'on procedia, etc." Carlyle deia trobar això en la Vida, fins i tot en les anècdotes més simples: "Algun incident lleu, potser mesquí i fins i tot lleig, si és real i està ben presentat, es fixarà en una memòria susceptible i hi jaurà ennoblit". En conseqüència, "aquest llibre de Boswell ens donarà una visió més real de la història d'Anglaterra durant aquells dies que altres vint llibres, falsament titulats històries, que s'atribueixen aquest objectiu especial". "Com és possible", es preguntava Carlyle, "que a Anglaterra només tinguem una bona biografia, aquesta Boswell's Johnson?": Carlyle compartia el veredicte desfavorable de Macaulay sobre els esforços editorials de Croker: "simplement no hi ha edició de Boswell a la qual aquesta darrera semble preferible". Carlyle no compartia, però, l'opinió de Macaulay sobre el caràcter de Boswell. Boswell, malgrat ser "una criatura ximple i unflada, nadant en un element d'envaniment"), havia tingut, segons Carlyle, el gran sentit comú d'admirar i apegar-se al Dr. Johnson (una inclinació que tenia poc a oferir materialment) i el cor obert i amorós que Carlyle considerava indispensable per a conéixer i expressar-se vívidament.
Boswell escrigué un bon Llibre perquè tenia cor i ull per a distingir la Saviesa, i expressió per a transmetre-la; per la seua perspicàcia lliure, el seu talent viu, sobretot, pel seu Amor i la seua infantil Obertura de ment. Les seues adulacions furtives, la seua cobdícia i gosadia, tot el que hi havia de bestial i terrenal en ell, són taques en el seu Llibre que encara ens pertorben per la seua claredat; completament obstacles, no ajudes. Cap a Johnson, però, el seu sentiment no era la Sicofania, que és el més baix, sinó la Reverència, que és el més alt dels sentiments humans. Aquesta obra seua d'aspecte solt i descurat és com un quadre pintat per un dels artistes de la natura; la millor semblança possible d'una realitat; com la seua imatge en un espill clar. La qual cosa és certa: que l'espill siga clar, aquest és el gran punt; la imatge n'ha de ser i serà genuïna. Com el balbucejant Bozzy, inspirat només per amor, i el reconeixement i la visió que l'amor pot donar, personifica cada nit les paraules de la Saviesa, els fets i els aspectes de la Saviesa, i així, a poc a poc, sense adonar-se'n, treballa per a nosaltres tota una Johnsoniada; una semblança més lliure, perfecta, lluenta pel sol i que parla de l'esperit, de la que durant molts segles havia estat dibuixada per l'humà de l'humà!
Els crítics més recents han estat en la seua majoria positius. Frederick Pottle anomena la Vida "l'assoliment suprem d'un artista que durant més de vint-i-cinc anys s'havia estat preparant deliberadament per a aquesta tasca". W. K. Wimsatt hi argumenta: "la resposta correcta a Boswell és valorar la persona mitjançant l'artista, l'artista en la persona". Leopold Damrosch afirma que l'obra és de les que "no es presten molt fàcilment a les categories habituals amb què el crític explica i justifica la seua admiració". Walter Jackson Bate remarca la singularitat del text quan afirma que "no hi havia existit cap cosa comparable. Tampoc s'ha escrit cap cosa comparable de llavors ençà, perquè aquesta unió especial de talents, oportunitats i temes mai s'ha duplicat".
Tanmateix, Leopold Damrosch veu problemes en la Vida de Boswell si es considera com una biografia a l'ús: "L'afirmació habitual que és la millor biografia del món em pareix molt enganyosa. En primer lloc, té defectes d'organització i d'estructura; en segon lloc (i més important) deixa molt a desitjar com a interpretació exhaustiva d'una vida". Així, tot i que Donald Greene opinava que The Journal of a Tour to the Hebrides de Boswell era una "esplèndida interpretació", considerava que la Vida era inadequada i que els darrers anys de Johnson mereixien una biografia més precisa.

## Edicions notables
La primera edició del text de Boswell aparegué el 16 de maig del 1791, en dos volums, amb una tirada de 1.750 exemplars. Ja exhaurida, se'n publicà una segona edició en tres volums al juliol del 1793. Aquesta segona edició s'augmentà amb "moltes addicions valuoses", que s'adjuntaren al text del 1791; segons l'"Anunci" de Boswell, "he ordenat que s'imprimisquen per separat en quart, per a comoditat dels compradors de la primera edició". La tercera edició, que va aparéixer el 1799 després de la mort de Boswell, fou responsabilitat d'Edmond Malone, que havia estat decisiu en la preparació de les edicions anteriors. Malone insereix les addicions en el text, afegint-hi algunes notes entre claudàtors, acreditades per ell mateix i altres col·laboradors, inclòs el fill de Boswell, James. Aquesta tercera edició ha estat considerada definitiva per molts editors. Malone va treure altres edicions en 1804, 1807 i 1811.

El 1831, John Wilson Croker en feu una nova edició que fou condemnada en les ressenyes de Thomas Macaulay i Thomas Carlyle. La feblesa de les notes de Croker, criticada per tots dos crítics, és reconeguda per George Birkbeck Hill: "Les seues observacions i crítiques mereixen massa sovint el menyspreu que Macaulay hi aboca tan generosament. Sense ser profundament versat en llibres, era superficial en si mateix". Croker va interpolar en el seu text de Boswell fragments de les biografies rivals contemporànies de Johnson. Carlyle ressenya i denuncia el procediment de l'editor:
El Sr. C. tenia quatre llibres al seu abast, dels quals treia llum per al cinqué, que era el de Boswell. Què en feu?, doncs ara, de la manera més plàcida, els tallà els cinc en trossos i els cosí plegats en un sextum quid, exactament a la seua conveniència, donant-li a Boswell el crèdit del tot! Amb quin art màgic, es pregunten els nostres lectors, els ha unit? Amb la més senzilla de totes: amb parèntesis. Mai abans no s'havia palesat tota la virtut del claudàtor. Comences una frase amb la guia de Boswell, pensant que seràs dut feliçment per ell: però no; al bell mig, tal volta després del teu punt i coma, i algun conseqüent "per a", comença un d'aquests claudàtors-lligadures, i t'uneix de mitja pàgina a vint o trenta pàgines d'un Hawkins, Tyers, Murphy, Piozzi; de manera que sovint un s'ha de fer la vella i trista reflexió: On som?, ho sabem; cap a on anem?, ningú no ho sap!
Una nova edició feta per George Birkbeck Hill es publicà el 1887 i tornà a l'estàndard del text de la tercera edició. L'obra de Hill en sis volums està molt anotada, i esdevingué un estàndard, fins a tal punt que en el segle xx, L. F. Powell rebé l'encàrrec de revisar-la (1934-64), i hi mantingué la paginació de Hill. També es conserva l'edició en un sol volum de R. W. Chapman (1953), publicada per Oxford University Press.
El 1917, Charles Grosvenor Osgood (1871-1964) en publicà una edició abreujada, que està disponible en el Projecte Gutenberg.